# 伊玛目阿里清真寺
伊玛目阿里清真寺或伊玛目阿里圣陵（阿拉伯语：‎）位于今伊拉克的纳杰夫，是伊斯兰教什叶派第三大圣寺，仅次于麦加的禁寺和麦地那的先知寺，伊斯兰教创始人穆罕默德的堂弟暨女婿、逊尼派所承认的第四任正统哈里发、什叶派第一任伊玛目阿里·本·阿比·塔利卜即安葬于此。由于阿里有着“海德尔”（阿拉伯语：‎）的称号，这座陵寝建筑（同时也是清真寺）及其辖区也称海德里耶陵园（阿拉伯语：‎，意为海德尔即阿里的陵园）。根据什叶派的说法，阿里与先知阿丹（伊斯兰教中的亚当）和努哈（伊斯兰教中的挪亚）的遗骸一起安葬在这座圣陵中。

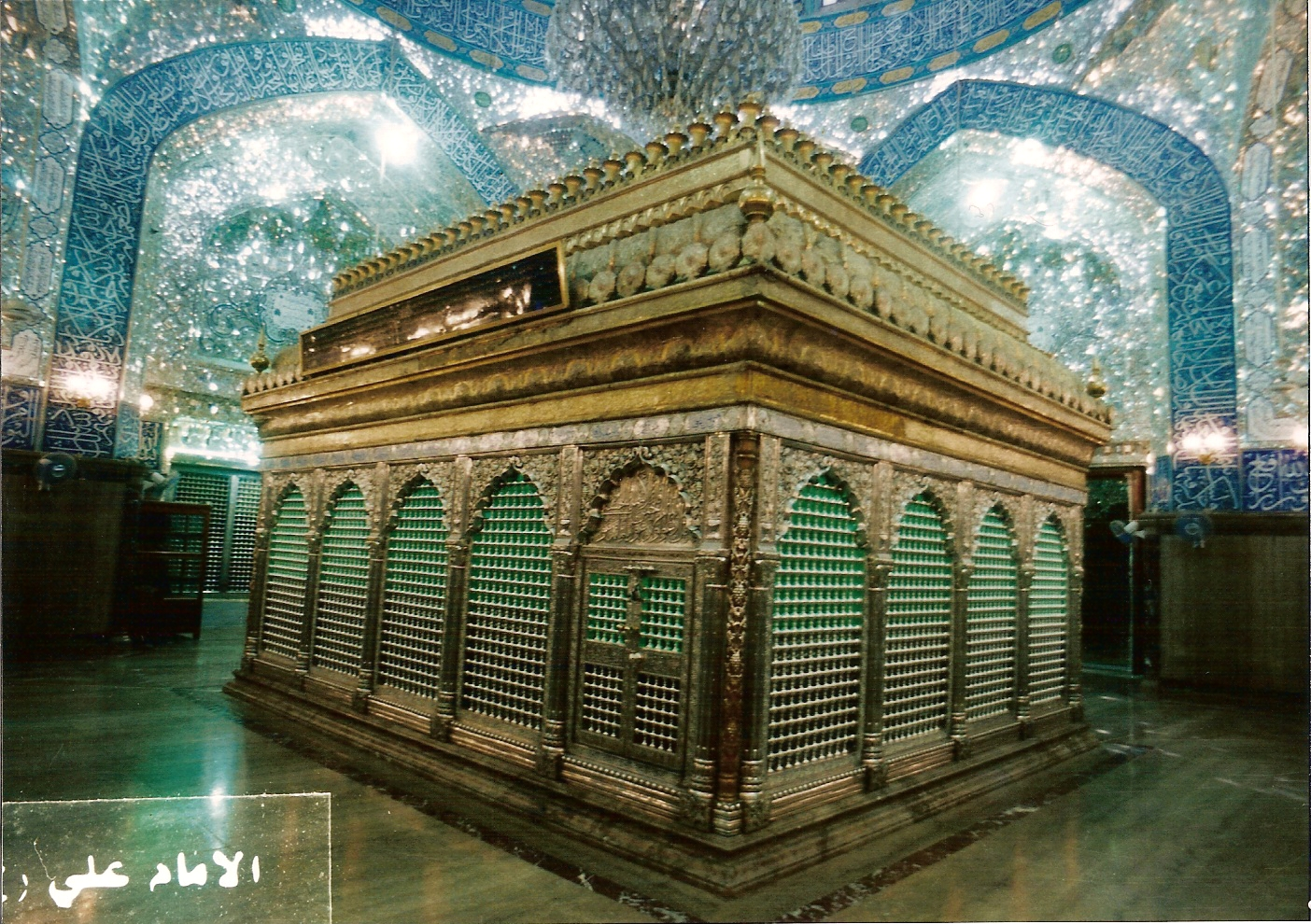
伊玛目阿里的灵柩（2008年重修前）

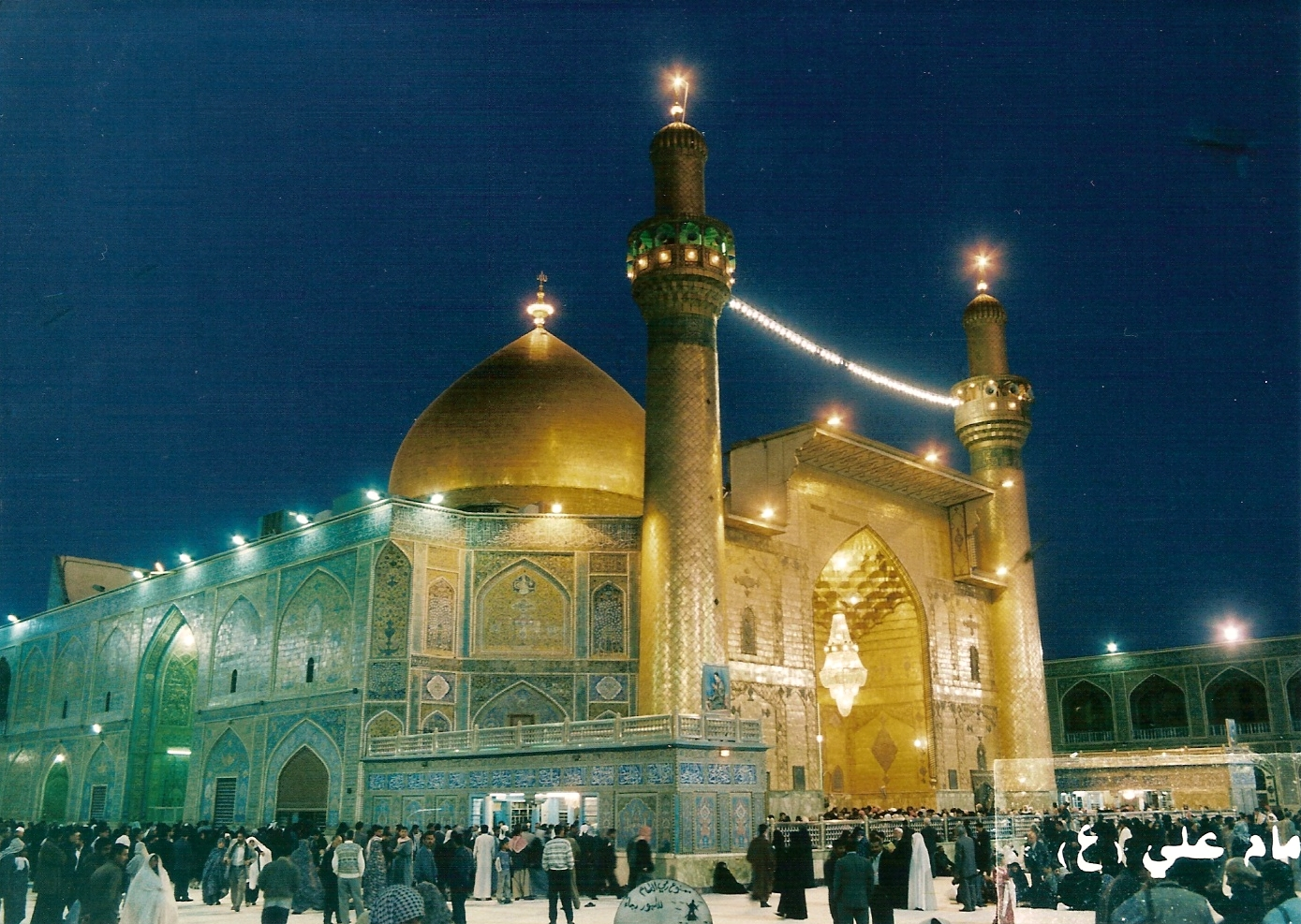
伊玛目阿里清真寺外部夜景（2008年重修前）